# 小出祐介
小出 祐介（こいで ゆうすけ、1984年12月9日 - ）は、日本のミュージシャン。ロックバンド・Base Ball Bearのリーダーで、ボーカル・ギター担当。また、ロックバンド・material clubのリーダーでもある。所属レコード会社はJVCケンウッド・ビクターエンタテインメント、所属レーベルは同社内に設立したプライベートレーベルのDGP RECORDS。所属事務所はソニー・ミュージックアーティスツ。愛称は「コイちゃん」、「こいちゃん」「こいさん」など。

## 来歴
東京都江戸川区出身。中学は地元の公立校ではなく東海大学付属浦安中学校（現・東海大学付属浦安高等学校中等部）に入学。中学1年の時、かつてフォークバンドを組んでいた父親のアコースティックギターを借りて弾きはじめる。その後、父親から「ギターをやるならこれくらいできないと」と貰ったディープ・パープルの「ライヴ・イン・ジャパン」を聞き、エレキギターを購入。
また、中高時代はMr.Childrenのライブアルバム『1/42』収録曲を順にギターでコピーする、という試みをしていた。他にも同時期に『深海』を聴いたことによりオリジナルアルバムで音楽を聴く、ということを覚え、自身のバンドでのコンセプチュアルなアルバム制作に影響を及ぼしている。
同学年の湯浅将平（のちに脱退）、1年後輩の関根史織、高校（東海大学付属浦安高等学校）から入学（小出・湯浅と同学年）した堀之内大介とバンドを組み、高校2年（2001年）の学園祭でライブを行う。このライブをきっかけに2002年に4人でバンドを本格的に結成。東芝EMI（現ユニバーサルミュージック）に送ったデモテープがディレクターの加茂啓太郎の耳に止まり、Base Ball Bearとしてデビューすることになる。
2006年夏、Base Ball Bearのメジャー1stアルバム『C』完成後、後に師匠として尊敬することになる玉井健二と出会い、半年余りの間、玉井から直接楽曲の構造を教わったり、ボイストレーニングを受けたり、agehaspringsのアレンジャーと共にプリプロに参加するなど、徹底的に楽曲作りのレクチャーを受ける。この経験が、その後のバンドでの楽曲制作やタイアップ曲や他アーティストへの楽曲提供にも繋がることになる。
2018年、友人の音楽ライター・三宅正一が主宰するQ2 Recordsより、新プロジェクト・マテリアルクラブを始動。

## 人物・エピソード
中学1年の学園祭をきっかけに友達が一人もいなくなり、バスケットボール部を退部して帰宅部になる。それから中高を通じて、「小出はイヤな奴」「小出はハブられてた」みたいな通奏低音があったと感じていた。それが、高校3年の時に学校以外の場で認められるようになってからは、周囲に対する怒りや憎悪に転じたという。
中学生の頃、家での習慣のひとつが漫画「BOYS BE…」を音読することであった。ラジオ番組で他の出演者を巻き込んで、ラジオドラマ風に朗読を行ったこともある（2010年8月9日放送「Base Ball Bear「ほんとにあった!ベボベのラジオ」」（TOKYO FM）、2015年9月5日放送「ライムスター宇多丸のウィークエンド・シャッフル」（以下「タマフル」、TBSラジオ））。
高校進学前後にはラッパーになりたいと思った時期もあり、Base Ball BearになってからもリスペクトするRHYMESTERにコラボレーションのオファーを出していた。
2013年1月に共演した宇多丸と意気投合、2013年2月16日放送の「タマフル」に「良質なアイドルソング特集 by Base Ball Bear小出祐介」で初出演。以来、「タマフル」にゲスト出演を重ねるとともに、同年6月にリリースされた3rdミニアルバム「THE CUT」の表題曲「The Cut」にRHYMESTERがゲストヴォーカルとして参加している。
「タマフル」や小出がMCを務めていた「真夜中のニャーゴ」（ホウドウキョク24）では、CDプロモーション期間中であっても極力自分のバンドの話をしないことを信条としている。「真夜中のニャーゴ」でBase Ball Bearの結成前夜の話を2週（2015年8月31日、9月7日放送）にわたり行ったが、非常に多忙なための緊急手段であり、甚だ不本意であると8月31日放送の冒頭 で釈明している。
バカリズム（升野英知）を中心とする「升野軍団」（升野、小出、夢眠ねむ、土岐麻子、ハマ・オカモト、福岡晃子）の一員である。小出は升野が作詞したオリジナル曲「AVを見た本数は経験人数に入れてもいい」（CD未発売）の作曲を担当している。

### 映画
高校進学直後、バンドを組めなかった頃は映画監督を目指して、映画を見まくっていた時期がある。プライベートでミュージシャン仲間と映画を見る「映画部」活動を行っており、部長を務める。2014年から「DAILY MUSIC」（終了に伴い「M-ON! MUSIC」に移行）で「みんなの映画部」（レギュラーは小出、ハマ・オカモト、オカモトレイジ（OKAMOTO'S）、福岡晃子）の連載を開始。
特に日本のホラー映画については造詣が深く、2015年の「映画部」新年会では、他の部員にホラー映画のDVDやBlu-rayを6時間以上見せて延々と薀蓄を語り、福岡が「ホラハラ（ホラー・ハラスメント）」とこぼすほどであった。また、2015年8月24日放送「真夜中のニャーゴ」では、振付師の竹中夏海をゲストに呼んだものの、竹中の本職であるアイドルの振り付けについてではなく、かつて竹中が子役時代に出演した映画「学校の怪談2」についての特集であった。
オリジナルビデオ「ほんとにあった! 呪いのビデオ」の大ファンで、「タマフル」にて特集（2013年12月7日放送）を行ったり、ニコニコ生放送で7時間にわたって『Base Ball Bear小出祐介と「ほんとにあった!呪いのビデオ」を一緒にみよう』（2015年8月29日 - 30日）企画を実施。
さらに「真夜中のニャーゴ」では、同シリーズの構成・演出を務めた中村義洋や白石晃士をゲストに迎えている。

### アイドル
「B.L.T.」（東京ニュース通信社）に連載のタイトル「完全在宅主義者」が示すように、元来アイドルのライブには足を運ばない在宅派であった が、2015年にはBerryz工房のラストライブや「真夜中のニャーゴ」で特集したTOKYO IDOL FESTIVALなどを観に行っている。
特にハロー!プロジェクトについて造詣が深く、2014年にはコンピレーションアルバム「ハロー!プロジェクトの全曲から集めちゃいました! Vol.4」の選曲も担当している。中でもBerryz工房については、Base Ball Bearの3rdアルバム「(WHAT IS THE)LOVE & POP?」のTVCMに熊井友理奈を起用したり、「タマフル」で嗣永桃子の凄さを力説した特集（2013年6月29日放送）を組んだこともある。無期限活動休止の報を聞いた時には、その場に居合わせた奥田民生にBerryz工房の楽曲を聞かせまくったとのこと。ただし、推しメン（小出曰く「神」）は矢島舞美（元℃-ute）である。
2012年3・4月号の「完全在宅主義者」で初対面を果たした前山田健一（ヒャダイン） とは、「ぼくらのfrai awei」（Base Ball Bearのミニアルバム「初恋」収録）を共作したり、「ヒャダインの"ガルポプ!"」（NHK-FM）で2017年まで年2回のスペシャル放送の際には南波一海とともにスペシャルゲストとして出演し、おすすめのアイドル楽曲を紹介していた。2019年3月30日放送の最終回でも南波とともに出演している。
小出が所属するソニー・ミュージックアーティスツ(SMA)初のアイドルグループ・アイドルネッサンスは、小出の存在がグループの成立に関与している。2013年にプロジェクトが発足した当初、SMAで最もアイドルに詳しいアーティストとして、当時SMAの名物会長だった原田公一から直々にアドバイスを求められている。但し、その時は「（今からアイドルグループを始めるのは）遅いからやめたほうがいい」と答えたという。しかし、水面下でプロジェクトは進行しており、候補生が小出が作詞・作曲したBase Ball Bearの「17才」を歌っているのを聴いて、SMA所属アーティストの名曲を歌う「名曲ルネッサンス」というグループのコンセプトが生まれたという。また、2017年4月には小出の書き下ろしによる同グループ初のオリジナル曲「交感ノート」が発表された。
アイドルネッサンス解散後、元メンバーの石野理子を赤い公園の新ヴォーカル候補として津野米咲に紹介したことを2018年5月8日放送「アフター6ジャンクション」（TBSラジオ）で明かした。

## 作品

### 参加作品
- Chocolat「NO REGRETS」（エピックレコードジャパン、2012年12月5日）※選曲・監修
- 岡村靖幸 w 小出祐介「愛はおしゃれじゃない」（V4 Record、2014年4月2日）
- 「ハロー!プロジェクトの全曲から集めちゃいました! Vol.4 小出祐介 (Base Ball Bear) 編」（アップフロントワークス、2014年7月9日）※選曲
- チャットモンチー「恋の煙～同期Ver.～」（Ki/oon Music、2018年6月6日）※ゲストボーカル、チャットモンチーとの「Green Birds」名義での編曲
- Yap!!!「Everyone let's go」（Romantic 1984/UK.PROJECT、2018年9月5日）※ゲストボーカルとして9mm Parabellum Bulletの菅原卓郎とともに参加。

### 楽曲提供
アイドルネッサンス
- 「交感ノート」（作詞・作曲・編曲監修）
- 「Blue Love Letter」（作詞・作曲・編曲監修）
- 「5センチメンタル」（作詞・作曲・編曲監修）
- 「前髪」（作詞・作曲・編曲監修）

 アップアップガールズ（仮）
- 「Beautiful Dreamer」（作詞・作曲）

遠藤舞
- 「Today is The Day」（共作詞・作曲）

岡村靖幸 ｗ 小出祐介
- 「愛はおしゃれじゃない」（作詞）
- 「ラブビデオ」（作詞）

OKAMOTO'S
- 「青い天国」（共作詞）

Chocolat
- 「風邪」（作詞・作曲）

花澤香菜
- 「last contrast」（作詞・作曲）
- 「息吹 イン ザ ウィンド」（作詞・作曲）

TEAM SHACHI
- 「honey」（作詞）
- 「colors」（作詞・作曲）

東京女子流
- 「Partition Love」（作詞・作曲）

南波志帆
- 「こどなの階段」（作詞）
- 「少女、ふたたび」（作詞）

バカリズム
- 「AVを観た本数は経験人数に入れてもいい」（作曲）※未CD化

ベッキー♪♯
- 「15 〜Spring Flag〜」（共作詞・作曲）

KinKi Kids
- 「Unlock Baby」（作詞）
- 「Summer ～僕らのシルエット～」（作詞）
- 「Dandelion」（作詞）

山下智久
- 「Birthday Suit」（作詞）

### 書籍
- 檸檬タージュ 小出祐介詩集（トーキングロック、2010年1月） ISBN 978-4-903868-05-9
- 間の人 小出祐介詩集（トーキングロック、2014年11月） ISBN 978-4-903868-10-3
- いまは僕の目を見て (トーキングロック、2021年6月)ISBN 978-4-903868-14-1

## 使用機材
- メインギター（2023年現在）は赤い公園の津野米咲が使用していたFender Custom Shop製のオールローズ材のストラトキャスター（通称べんぞう　津野命名[26]）過去にはフェンダー社のテレキャスターやストラトキャスター、ギブソン・レスポール・スペシャル・ダブルカッタウェイを使用。メインで使っていたテレキャスターはシングルコイルからハムバッキングに改造。サブギターとして使用していたフェンダー社のテレキャスターは、中学校3年生から使用していた。また、フェンダーカスタムショップのテレキャスターなど様々なテレキャスターを使用している。アンプはフェンダー・ツインリヴァーブやZinkyのものを使用。現在のメインはshinosのアンプに同社のベース用キャビネットを繋いで使用。

## 出演
（※現在はなし）

### 過去の出演

#### テレビ
- 真夜中のニャーゴ（ホウドウキョク、2015年4月6日 - 2017年3月31日[注 2]）メインMC[27]
- アイキャラ（日本テレビ、2016年1月14日 - 3月31日）レギュラー[28]
- アイキャラ2（日本テレビ、2016年7月21日 - 10月6日） レギュラー[28]
- アイキャラ3（日本テレビ、2017年6月30日 - 2018年3月30日）レギュラー[29]
- アイキャラ4（日本テレビ、2018年4月26日 - 2019年3月28日）レギュラー[30]

#### ラジオ
- 岡村靖幸＆小出祐介のPREMIUM ONE （2016年3月7日[31][32] - 2018年12月24日[33][34] 、TS ONE）レギュラー
- THE TRAD（2019年12月25日、2024年4月10日、5月1日、8日、15日、29日、6月5日、19日、26日、7月3日、17日、24日、8月15日、TOKYO FM）副店長代理（メインパーソナリティ）
- アフター6ジャンクション（2023年7月20日、TBSラジオ） 代理メインパーソナリティ
- アフター6ジャンクション2（2024年11月27日、TBSラジオ） 11月度 第4水曜スペシャルパートナー
- × MUSIC （2022年4月6日 - 2024年3月27日、ZIP-FM）水曜 「United with Yusuke Koide from Base Ball Bear」 レギュラー

#### 映画
- 図書館戦争 革命のつばさ（2012年） 六道・マーク・イングラム 役[35]

#### その他
- PARCO 冬のグランバザール CM（2014年）ナレーター[36][37]

## こんプロラジオ
こんプロラジオは、2023年3月1日から配信されているポッドキャスト番組。2023年6月(Voicyをメインとする時代)までは『小出祐介&南波一海の「こんプロラジオ」』として配信されていた。
2023年7月3日からのTBSポッドキャストへの媒体移動以降もVoicyでは最新配信回の配信がなされている。
2024年8月19日～9月9日までは小出の制作の都合により配信を休止。

### キャスト
- 小出祐介
- 南波一海

### コーナー
- 映画やじうま
  - 映画を評論するコーナー。

## 連載
(現在なし)

### 過去の連載

#### 雑誌
- B.L.T.（東京ニュース通信社）「完全在宅主義者」（2012年1月号 - 2017年1月号）
- OVERTURE（徳間書店）『NEW IDOL CHINEMA PARADISO』（2016年9月《OVERTURE No.008》 - 2019年3月《OVERTURE No.018》。竹中夏海との連載）

### Web
- みんなの映画部（M-ON! MUSIC、2014年4月 - 2021年3月。月1回・前後編に分けて更新。「部長」としてほぼ毎回出演）
- 小出は明日、昨日の南波と連載する（音楽ニュースサイトBARKS内アイドルサイト『Pop’n’Roll』、2018年8月25日 - 2019年3月30日。毎週土曜日更新。南波一海との連載）
- シネマコンシェルの部屋（朝日新聞デジタル &M、2020年6月 - 2021年4月。隔週で輪番にて連載。「映画コンシェルジュ」として。小出の他2名[38] も同コーナーを担当）